# Salix wilhelmsiana
Salix wilhelmsiana — вид квіткових рослин із родини вербових (Salicaceae).

## Морфологічна характеристика
Це невелике дерево чи кущ до 7 метрів заввишки. Гілки тонкі, довгі, від чорного до сірувато-коричневого кольору, запушені чи шовковисті, рідко голі. Листкова пластина лінійно-ланцетна, 20–40 × 2–3(5) мм, цільна чи дрібнозалозисто зазубрена, волосиста з обох поверхонь, що стає голою, кінчик загострений; листкова ніжка 1–2 мм завдовжки. Сережки з'являються разом із листям чи після них. Чоловічі сережки 12–25 × 5–6 мм. Жіночі сережки 1.5–3 × 0.7–0.8 см у плодах. Коробочка 3–4 мм, сидяча.

## Середовище проживання
Афганістан, Китай, Іран, Казахстан, Киргизстан, Північний Кавказ, Пакистан, Таджикистан, Південний Кавказ, Туреччина, Туркменістан, Узбекистан, Західні Гімалаї. Росте вздовж річок у пустельних і напівпустельних районах, на рівнинах, вздовж зрошувальних каналів і канав.

## Використання
Рослина є видатним джерелом матеріалу для кошиків і зазвичай збирається в дикій природі.